# 鬼頭さくら
鬼頭 さくら（きとう さくら、本名「鬼頭桜」、1995年1月30日 - ）は、愛知県名古屋市出身の日本の女性プロゴルファー。

## 経歴
3歳のときにゴルフを始める。
美濃加茂高等学校在学時の2012年、「日本女子アマチュアゴルフ選手権競技」では準々決勝で比嘉真美子に4アンド3で敗れた。「日本ジュニアゴルフ選手権競技」女子15～17歳の部で2位の永峰咲希に1打差で優勝。
2013年、最終プロテストを受験するも通算4オーバーの21位タイと、わずか1打届かずに不合格。
しかし2014年の最終プロテストでは通算1オーバーの15位タイで雪辱を果たし、日本女子プロゴルフ協会入会 (86期) 。「日本女子オープンゴルフ選手権競技」で16位タイ。賞金ランク114位。
2015年、ステップアップツアー「山陰合同銀行Duoカードレディース」でプロ初優勝。
2016年、「スタジオアリス女子オープン」初日、10番ホールのパー5、第3打のボールはピンとカップに挟まった。ここでピンを動かすか抜いてカップインさせればイーグルだったが、鬼頭は挟まったままの状態でピックアップし次のホールへ。翌日、ルール違反で失格となった。なお、このルールは後に無罰に変更となった。
2017年、「ヤマハレディースオープン葛城」2日目11番ホールでホールインワンを記録。「スタジオアリス女子オープン」では通算5アンダーの5位タイと好記録を残し、前年の失格を払拭した。1,853万円余を獲得し、賞金ランク61位。
2018年、ファッションデザイナー・ドン小西がプロデュースするブランドと契約。「スタンレーレディスゴルフトーナメント」の9位タイが最高位。賞金ランク67位。
2019年、リランキング第１回30位、第2回49位でツアー出場資格を得た。「パナソニックオープンレディース」で19位タイが最高位。賞金ランク104位。